# Eruzione del Vesuvio del 1861
L'eruzione del Vesuvio del 1861 fu un evento eruttivo durato dall'8 al 31 dicembre 1861.

## Descrizione
Accompagnata da un violento terremoto, questa eruzione effusiva interessò l'area di Torre del Greco. Lungo fratture si formarono bocche eruttive a bassa quota (300-200 metri) nella zona di Montedoro. Si verificarono sollevamenti del suolo fino a 150 centimetri che causarono crolli di edifici. In mare si osservarono morie di pesci.

## Devozioni religiose a Torre del Greco

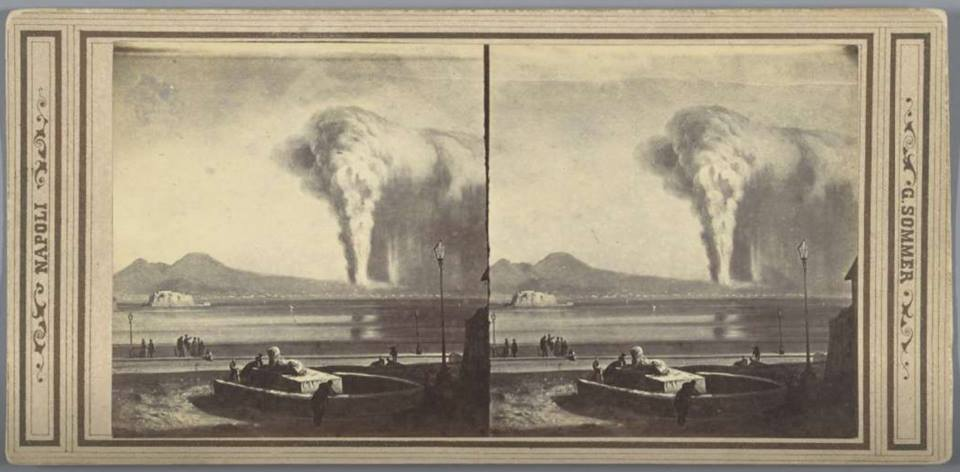
Giorgio Sommer, Eruzione del Vesuvio del 1861 vista da Mergellina

I torresi fecero voto alla Madonna Immacolata, da sempre oggetto di viva devozione, di portare in processione su di un carro trionfale una sua raffigurazione, se il cataclisma fosse cessato.
Secondo il resoconto dei testimoni dell'epoca, la lava arrestò improvvisamente la sua furia devastatrice; perciò, a partire dall'anno seguente, il 1862, ogni 8 dicembre, la processione viene ripetuta in ricordo dell'evento miracoloso, con la costruzione di un carro di imponenti dimensioni, portato in giro per la città da oltre un centinaio di volontari, tra le acclamazioni di giubilo della folla che in copiosa quantità si accalca, per le strade e sui balconi, per salutarne il passaggio.
La processione vede al suo seguito la banda cittadina, il parroco della Basilica con i sacerdoti torresi, altri ministri ed il popolo.
Il progetto si deve adeguare alle misure fisse del carro per permettere l'uscita dal portone principale della Basilica di S. Croce (altezza 6 m larghezza 3 m), e sono così suddivise: il sostegno per la paranza è alto 1,15 m, la struttura decorativa arriva al massimo a 2,85 metri di altezza senza la statua dell'Immacolata, poi bisogna aggiungere il globo 0,80 m dove poggerà la statua, la statua è alta 1,75 m in più c'è la corona e lo stellato e si arriva ad un massimo di 7 metri di altezza in totale, il carro ha una larghezza massima di 2,80 m, il basamento del carro è lungo 9 m, invece la lunghezza dei pali non supera i 10 m.
Nel 2011 è stata dichiarata "Meraviglia Italiana".